# 谢育新
谢育新（1968年12月12日—），是已退役的中国足球运动员、足球教练，曾是中国国家队的进攻组织核心，身材矮小但是技术出众。谢育新还是第一个曾在海外效力的中国足球运动员，1987年2月6日，加盟曾经在当时仍属于荷甲的兹沃勒，效力了半个赛季。
谢育新是广东兴宁人，毕业于兴城镇第三小学，后进入传统足球学校兴宁一中。与谢育新同时期的国脚还有郭亿军、伍文兵、张小文、吴伟英（女足），他们均毕业于兴宁一中。
退役后的谢育新曾在广东、新加坡、西藏等地的球队执教。2007年，謝育新回到廣東執教深圳鹽田體校青年隊，2008年短暫出任中超深圳上清饮的助理教练并將其鹽田91-92年齡段的弟子帶入深足梯隊。隨后謝育新繼續在鹽田培養其9394年齡段，在隊伍被浙江綠城收購後到廣東省足協的隊伍的任教備戰2013全運隊。

## 记录
谢育新曾在1992年亚洲杯足球赛上创下32秒的最快进球纪录，该记录于2015年亚洲杯足球赛中被阿联酋运动员马布霍特的14秒打破。

## 執教成就
2022年11月20日，謝育新在主教練任上帶領廣西藍航取得當年中冠昇級賽第三名，廣西藍航獲得昇入中乙聯賽的資格，成為繼平果哈嘹後第二支現存的廣西男子足球聯業球隊和來賓第一支職業球隊。
在2023中国足球协会乙级联赛7月份的赛事中，谢育新率领的广西蓝航取得4胜1平的不败战绩，在13轮比赛后升至南区第二位, 由此獲評7月的中乙最佳教练。